# V398 Близнецов
V398 Близнецов (лат. V398 Geminorum) — одиночная переменная звезда в созвездии Близнецов на расстоянии приблизительно 236 световых лет (около 72,4 парсек) от Солнца. Видимая звёздная величина звезды — от +10,36m до +10,24m.

## Характеристики
V398 Близнецов — жёлто-оранжевый карлик, вращающаяся переменная звезда типа BY Дракона (BY) спектрального класса K-G. Радиус — около 0,87 солнечного, светимость — около 0,414 солнечной. Эффективная температура — около 4955 К.